# Parejnok atlantský

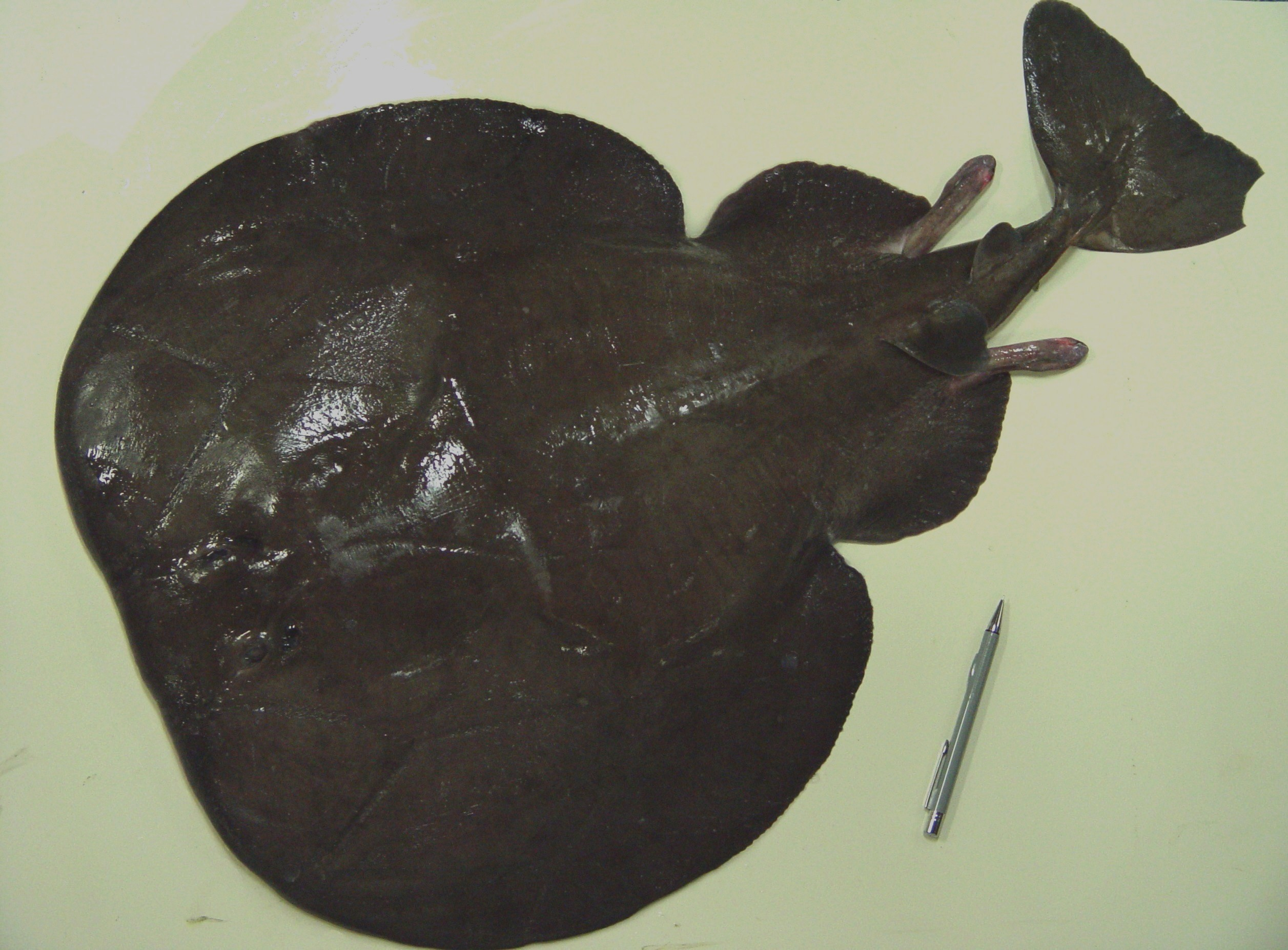
Pohled shora

Parejnok atlantský (Torpedo nobiliana) je největším z „elektrických parejnoků“, svůj elektrický potenciál využívá při lovu potravy nebo při obraně, může ale sloužit i ke vnitrodruhové komunikaci. Protože není chován v zajetí a v moři jej nelze průběžně sledovat, jsou informace o jeho životě kusé.

## Výskyt
Parejnok atlantský žije v Atlantském oceánu od Nového Skotska po Brazílii na západě a od Skotska po jih Afriky na východě, řídce je rozšířen je i ve Středozemním moři. Vyskytuje se obvykle nad bahnitým nebo písčitým dnem v hloubkách od 10 do 150 m, bývá však spatřen i podstatně hlouběji, až v 800 m; je vypozorováno, že starší jedinci loví hlouběji. Migruje na dlouhé vzdálenosti a při lovu je aktivní především v noci, přes den odpočívá napůl zahrabaný v písku nebo bahně.

## Popis
Tato paryba se zploštělým tělem bývá dlouhá 150 až 180 cm a váží průměrně 45 kg, výjimečně dorůstá do váhy až 70 kg, samice bývají větší. Hladká a jemná kůže je ze svrchní strany zbarvená šedohnědě až purpurovohnědě, kdežto břicho má světle růžové. Prsní ploutve vypadající jako křídla jsou téměř kruhové, mírně širší než delší a jejich přední okraje jsou téměř rovné. Má krátkou a tlustou ocasní ploutev (která není hlavním orgánem pohybu) zabírající asi dvě pětiny délky těla a na její násadci jsou dvě trojúhelníkovité hřbetní ploutve, prvá je vyšší a širší než druhá. Stříkací otvory, pro vypuzení vody pozřené s potravou, jsou za očima, mají kapkovitý tvar a hladké okraje. Oči má poměrně malé a umístěné daleko vpředu. Chrup se skládá z množství malých zakřivených zubů v obou čelistech. Elektrické orgány jsou umístěny po stranách hlavy a vyvedeny na prsní ploutve, dokážou vytvořit el. výboje trvající 0,03 sec o napětí 170 až 220 V, může je používat samostatně nebo v dávkách.
Živí se převážně rybami žijícími u dna. Kořist obejme prsními ploutvemi a znehybní ji elektrickým výbojem. Je velký žrout, živí se rybami až 15 cm dlouhými nebo korýši, má velmi roztažitelné čelisti a omráčené ryby polyká celé hlavou napřed.

## Rozmnožování
Je vejcoživorodý, období březosti trvá asi rok a novorozenec je velký 20 až 25 cm. Počet současně narozených mláďat není znám, u vylovených dospělých samic bylo nalezeno až 60 oplodněných embryí.

## Význam pro člověka
V minulosti byl loven pro svůj kvalitní tuk zpracovávaný na petrolej pro svícení, v současnosti je bez komerční hodnoty. Jeho maso není chutné a je-li náhodně vyloven bývá většinou vrácen zpět do vody.
Elektrický výboj není natolik silný, aby člověka přímo ohrozil, způsobí však bolest, úlek a případnou dezorientaci.

## Ohrožení
Mimo parazitů (např. žábrohlíst Amphibdella) nemá díky své obraně el. proudem přirozených nepřátel. Podle Červeného seznamu IUCN je hodnocen jako druh u něhož nejsou známy potřebné populační trendy a tudíž není hodnocen.